# Мечеть имени Аймани Кадыровой
Мечеть имени Аймани Кадыровой (чечен. Кадырова Аймани цӀарах маьждиг) — мечеть в городе Аргун Чеченской Республики Российской Федерации. Открыта 16 мая 2014 года. Названа именем вдовы первого президента Чеченской республики Ахмада Кадырова — Аймани Кадыровой.

## Строительство
Строительство мечети началось в середине января 2011 года в центре города Аргун, на месте прежней городской мечети. Она была спроектирована турецкими специалистами и построена фирмой Инкомстрой по проекту турецкого архитектора Дениза Байкана. Строительство мечети велось на средства регионального общественного фонда имени Ахмата Кадырова. Оно длилось 1238 дней и было завершено в середине апреля 2014 года.

## Открытие
Первоначально мечеть имени Аймани Кадыровой предполагали открыть 9 мая, но затем дата открытия была перенесена на неделю позже, на 16 мая 2014 года.
В ближайшие месяцы в Аргуне должно состояться и открытие центральной мечети, рассчитанной на несколько тысяч человек, которая будет носить имя матери главы региона Аймани Кадыровой. Это единственная в России мечеть, выполненная в стиле "хай-тек", строится с учетом самых современных требований и с использованием передовых технологий и материалов.
Церемонию открытия предварял марафон «От сердца к сердцу», в котором более 5 тысяч жителей Чечни и других республик Северного Кавказа пробежали 16,4 км от мечети «Сердце Чечни» в Грозном до мечети имени Аймани Кадыровой в Аргуне.
Открытию мечети предшествовал религиозный обряд — зикр. Затем в мечети состоялась первая пятничная молитва (джума-намаз), в которой приняли участие более 15 тысяч верующих.

## Архитектура
Мечеть имени Аймани Кадыровой построена в стиле хай-тек и является первой мечетью на территории России, выполненной в ультрасовременном виде. Днём, в зависимости от погоды, своды мечети меняют оттенки цветов — от светло-серого до бирюзово-синего. Ночью мечеть и прилегающие территории освещаются разноцветными светодиодными лампами и прожекторами.
Стены мечети отделаны мрамором. Овальные своды главного молитвенного зала венчает купол высотой 23 метра и диаметром 24 метра. На куполе мечети выполнена гравировка имён Всевышнего Господа. Во внутренней отделке использованы освещаемые росписи. Над куполом мечети возвышаются три минарета высотой 55 метров.
Перед входом в мечеть возведён символ ислама — полумесяц со звездой. В главном молитвенном зале подвешена пятитонная люстра в форме полумесяца размером 31 метр в диаметре.
Мечеть имени Аймани Кадыровой состоит из четырёх этажей, три из которых — под овальным куполом — предназначены для мужчин. Верхний ярус мечети отведён женщинам и имеет отдельный вход. Площадь мечети составляет 6950 м², к мечети прилегает парк.

## Критика
Некоторые жители республики и региона критически оценили решение назвать мечеть именем женщины. Однако богословы и учёные, в свою очередь, считают, что в исламе существует практика давать мечетям женские имена. Ультрасовременный вид мечети также стал основанием для критики со стороны многих верующих.

## Галерея

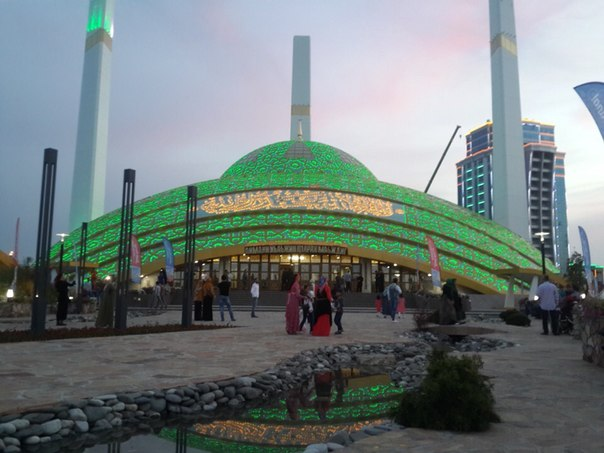
Вечерняя подсветка мечети (вариант: зелёный)
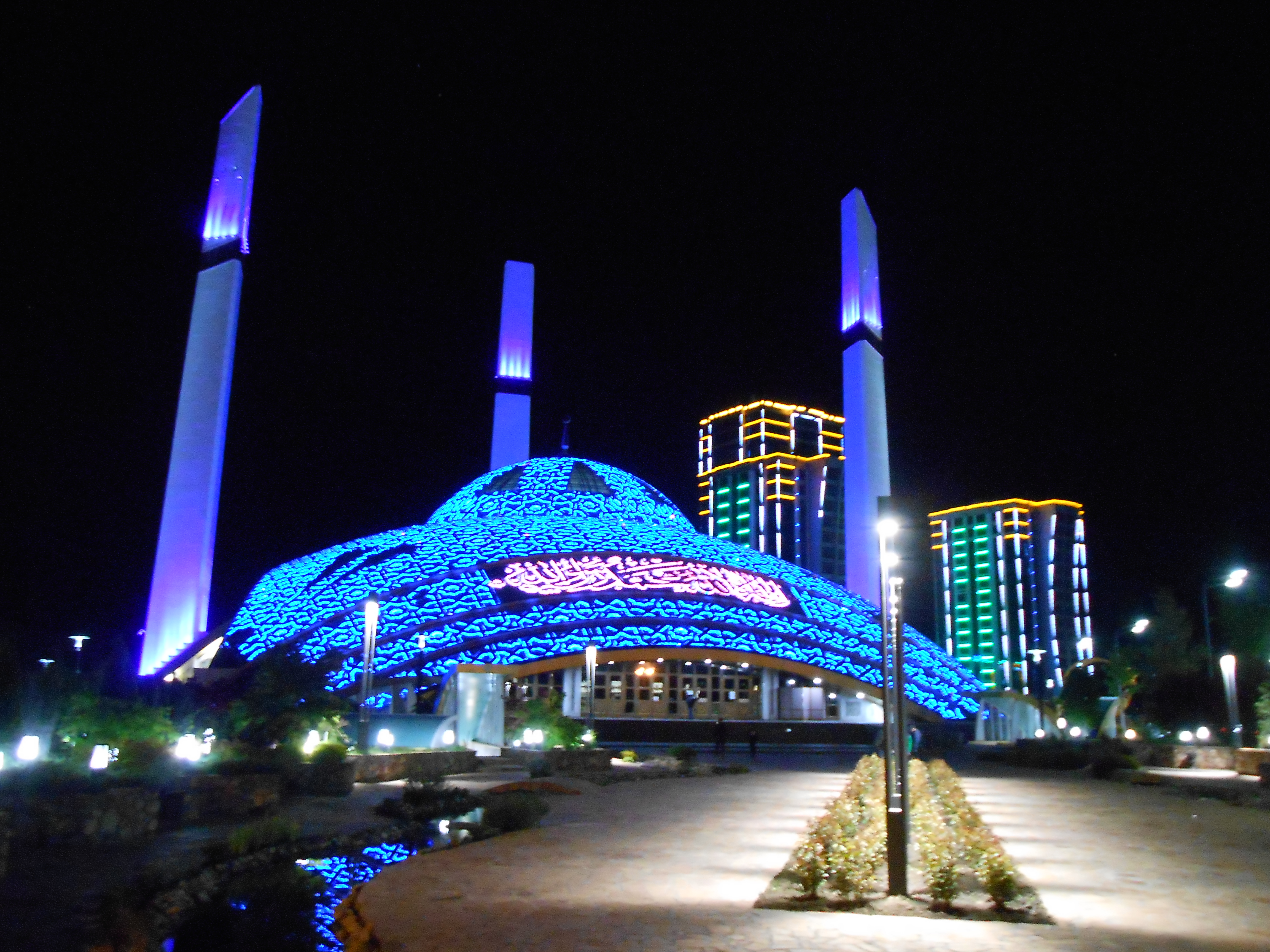
Вечерняя подсветка мечети (вариант: синий)
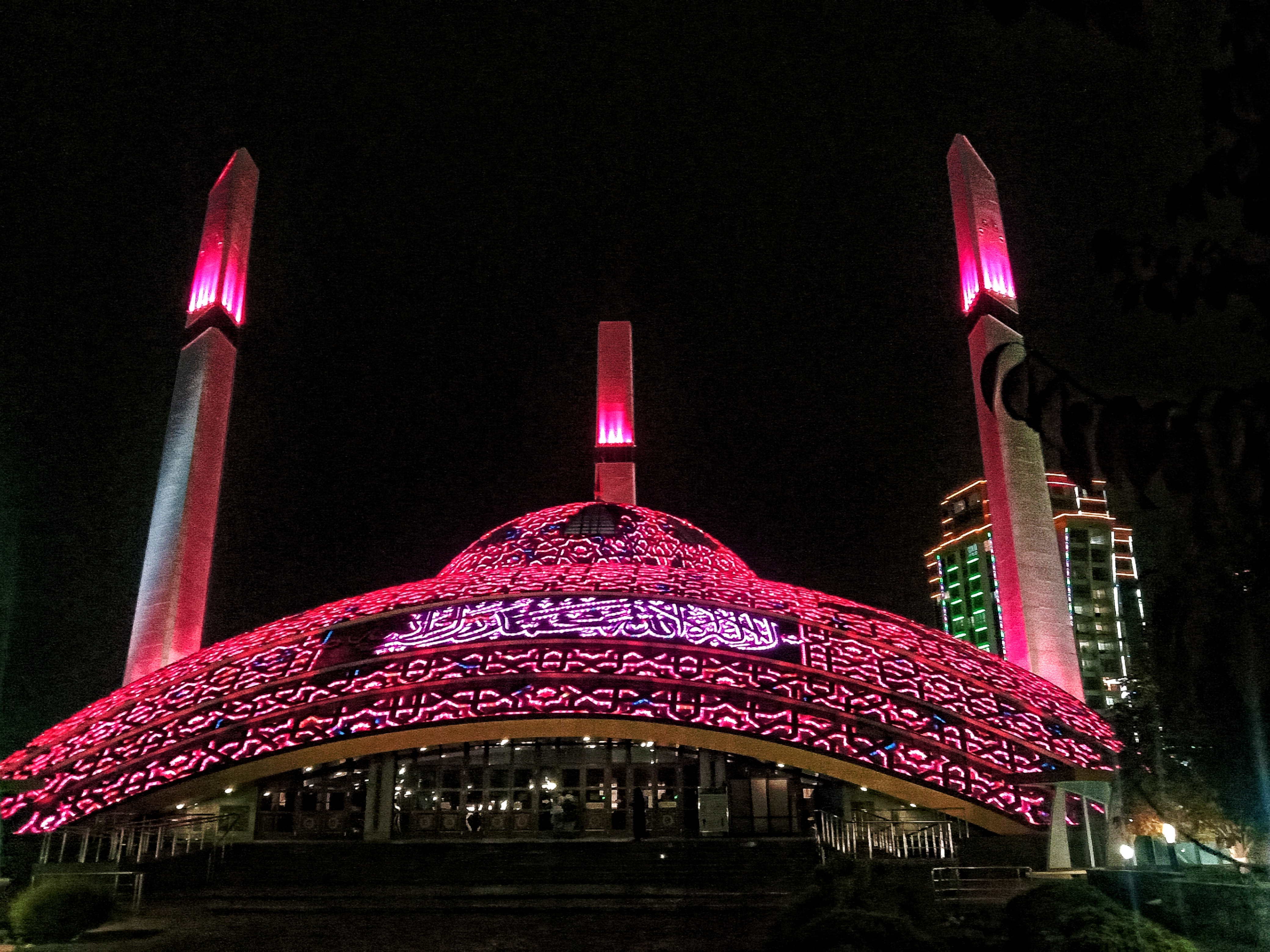
Вечерняя подсветка мечети (вариант: фуксия)
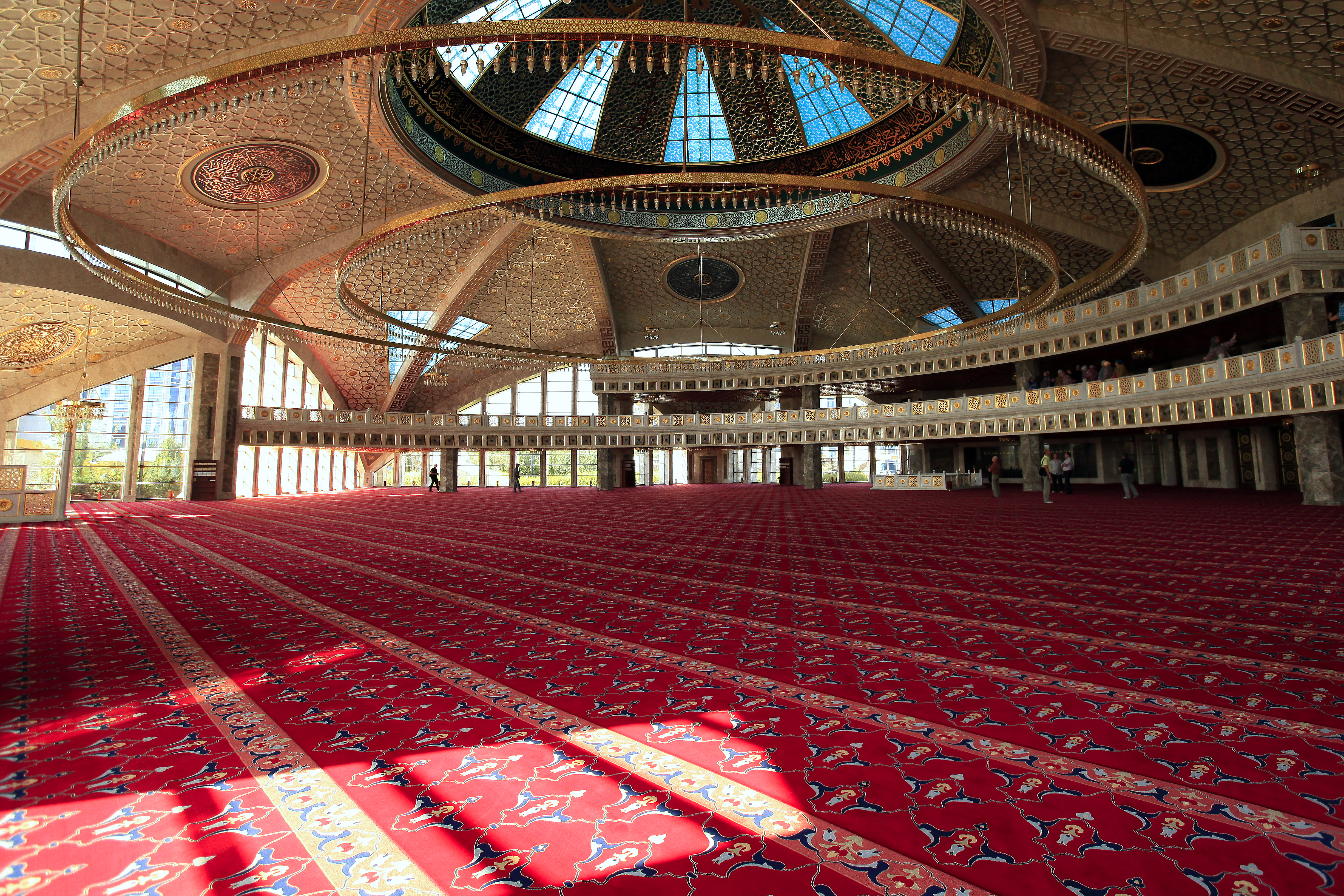
Интерьер
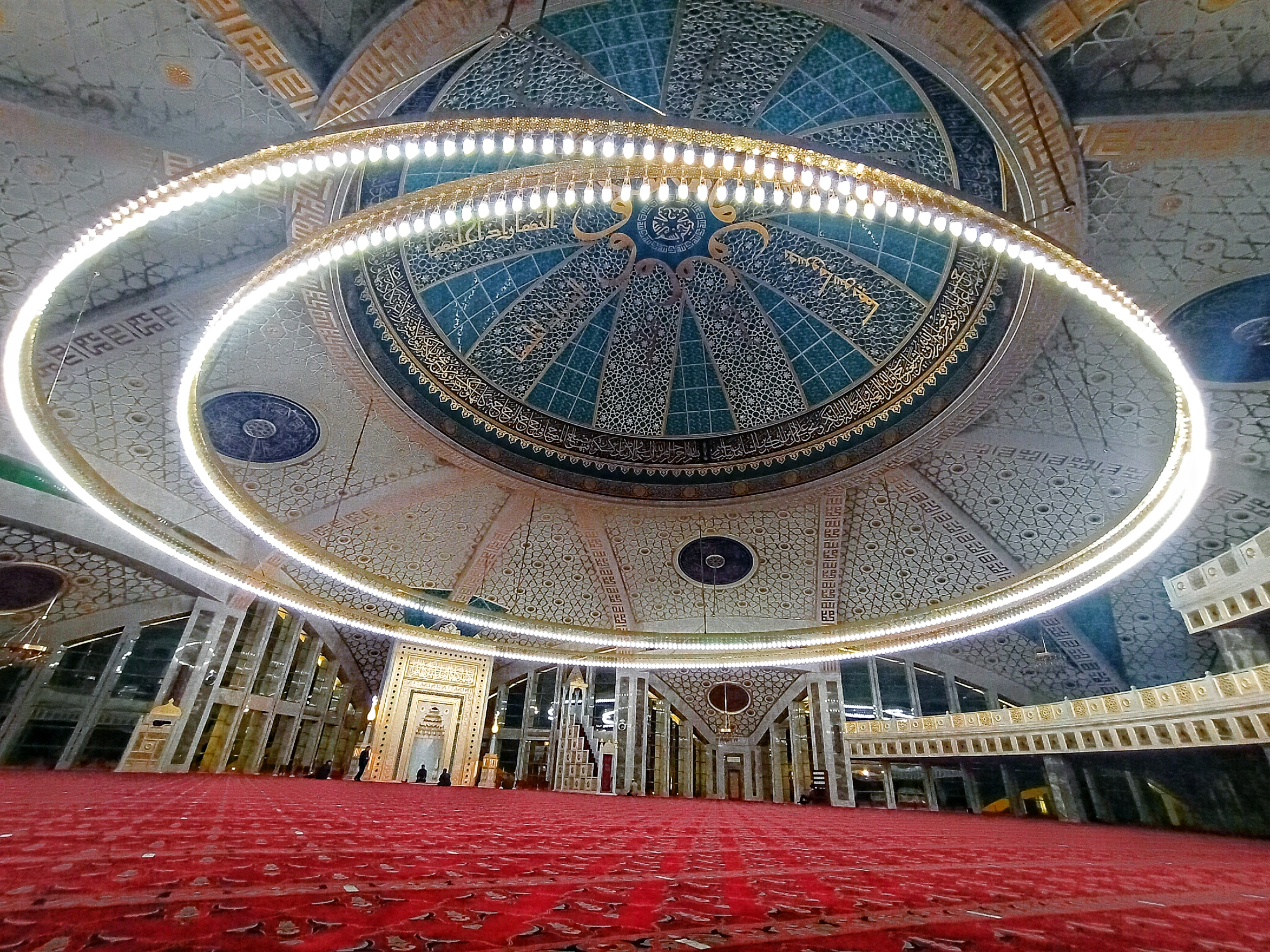
С зажжённой люстрой